# Andezyt

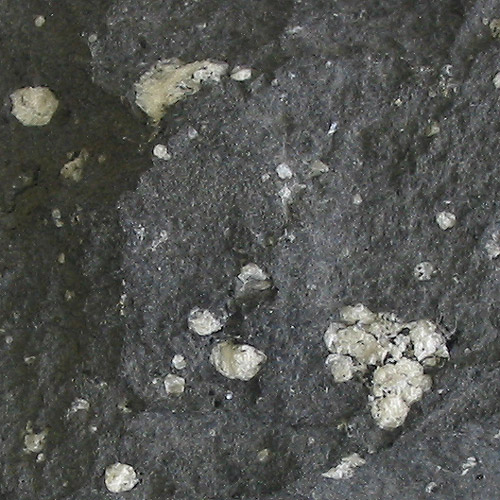
Andezyt (ciemny) z zeolitami

Andezyt – obojętna skała wulkaniczna lub subwulkaniczna o strukturze porfirowej.
W skład andezytu wchodzą: plagioklazy, biotyt, pirokseny i amfibole. Andezyt ma barwę szarą, brunatną, zieloną lub czarną. Andezyty pienińskie mają barwy białe do jasnoszarych, z czarnymi kryształkami amfiboli.

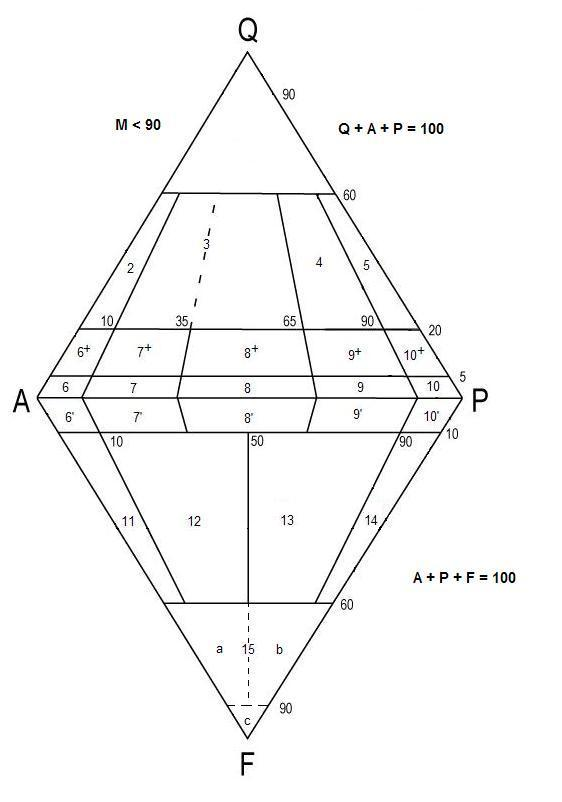
Na schemacie klasyfikacyjnym IUGS skał wulkanicznych andezyt zajmuje pola nr: 9^{+}, 10^{+}, 9, 10, 9’, 10’

Na diagramie klasyfikacyjnym QAPF andezyt zajmuje wraz z bazaltem pola nr: 9+, 10+, 9, 10, 9’, 10’. Głębinowym odpowiednikiem andezytu jest dioryt i monzodioryt.
Według klasyfikacji TAS andezyty zajmują pola: O1 (bazaltowe andezyty), O2 (andezyty).
- Pc – pikrobazalty
- B – bazalty
- O1 – bazaltowe andezyty
- O2 – andezyty
- O3 – dacyty
- R – ryolity alkaliczne i ryolity
- S1 – trachybazalty

Diagram TAS z symbolami pól wykazujących stopnie nasycenia krzemionką

- S2 – trachyandezyty (maugearyty i shoshonity)
- S3 – trachyandezyty (benmoreity i latyty)
- T – trachity alkaliczne, trachity
- U1 – bazanity i tefryty
- U2 – fonotefryty
- U3 – tefryfonolity
- Ph – fonolity
- F – foidyty

Rozpowszechniony w ubiegłych epokach geologicznych, jest równocześnie jedną z najpospolitszych współczesnych skał wulkanicznych. Występuje zwłaszcza na wybrzeżach i wyspach Oceanu Spokojnego (linia andezytowa). W Polsce – andezyt pieniński w Pieninach (m.in. Bryjarka i Jarmuta górujące nad Szczawnicą, góra Wdżar koło Czorsztyna). Znajduje zastosowanie jako materiał w budownictwie (np. gmach Banku Gospodarstwa Krajowego w Warszawie) i dekoratorstwie, również jako materiał kwasoodporny.
Skały andezytowe stosunkowo łatwo wietrzeją, dając zasobne w składniki pokarmowe dla roślin (głównie wapń i magnez) gleby gliniaste.